# Dalilah Muhammad
Dalilah Muhammad (Nova York, 7 de fevereiro de 1990) é uma velocista norte-americana, campeã olímpica, campeã mundial e ex-recordista mundial dos 400 metros com barreiras.
Campeã norte-americana da prova em 2013 e 2016, iniciou-se no atletismo na adolescência competindo em diversas modalidades de velocidade, barreiras e saltos. Em 2007 ganhou o Gatorade Player of the Year, prêmio dado anualmente a atletas estudantes do curso secundário que se sobressaem em diversas modalidades esportivas. Após se formar na Universidade do Sul da Califórnia, que cursou com uma bolsa de estudos para atletas, escolheu se dedicar aos 400 m c/ barreiras, abandonado as provas mais curtas e em 2013 estreou no circuito da Diamond League no Shanghai Golden Grand Prix com um quarto lugar em 54.74. Naquele mesmo ano venceu o campeonato americano abaixando seu tempo pessoal para 53.83. Em agosto, foi medalha de prata no Campeonato Mundial de Moscou 2013.
Depois de vencer a seletiva olímpica norte-americana com o melhor tempo da carreira, 52.88, competiu nos Jogos da Rio 2016 onde venceu os 400 m c/ barreiras com a marca de 53.13, conquistando a primeira medalha de ouro dos EUA na modalidade feminina em Jogos Olímpicos.
No Campeonato Mundial de Atletismo de 2017, em Londres, ganhou mais uma medalha de prata em Mundiais, com a marca de 53.50. Em julho de 2019, no US National Championships em Des Moines, Iowa, Estados Unidos, classificatória americana para o Campeonato Mundial de Atletismo de 2019, ela quebrou o recorde mundial da prova, existente desde 2003, estabelecendo a nova marca de 52:20. Em Doha 2019 ela quebrou novamente o próprio recorde mundial, marcando 52:16, sagrando-se pela primeira vez campeã mundial da prova, após duas medalhas de prata em campeonatos anteriores. Conquistou uma segunda medalha de ouro integrando o revezamento 4x400 m feminino.
Em junho de 2021, perdeu o recorde mundial para a compatriota Sydney McLaughlin durante a seletiva norte-americana da prova para os Jogos de Tóquio 2020, adiado para este ano por causa da pandemia de Covid-19. Em Tóquio, foi medalha de prata perdendo novamente para McLaughlin mas fazendo o melhor tempo de sua carreira – 51.48 – a segunda atleta no mundo a correr a prova abaixo de 52s. No Campeonato Mundial de Atletismo de 2022 ficou com a medalha de bronze.